# Paulina Borowik
Paulina Borowik CSFN, znana jako siostra Maria Felicyta (ur. 30 sierpnia 1905 w Rudnie, zm. 1 sierpnia 1943 pod Nowogródkiem) – polska nazaretanka, błogosławiona Kościoła katolickiego.

## Życiorys
4 lutego 1932 r. wstąpiła do nowicjatu w Grodnie i w 1935 r. złożyła pierwsze śluby zakonne. Posługę rozpoczęła w Nowogródku i tam zastała ją sowiecka okupacja. Po wkroczeniu Niemców oddała życie za mieszkańców miasta i została rozstrzelana razem z 10 innymi siostrami zakonnymi.
Została beatyfikowana przez papieża Jana Pawła II 5 marca 2000 r. w grupie 11 męczennic z Nowogródka i jej wspomnienie liturgiczne obchodzone jest razem w grupie 4 września.